# Eyjafjallajökull
Az Eyjafjallajökull ( kiejtés, IPA: ˈɛɪjaˌfjatl̥aˌjœkʰʏtl̥) Izland déli részén található, kb. 1600 méter magasra emelkedő jégtakaró. A jég alatt egy aktív vulkán található. A vulkán 2010-es kitörése megbénította a légi közlekedést Európa és az Atlanti-óceán északi része fölött.

## Elhelyezkedése
Az Eyjafjallajökull Reykjavíktól mintegy 150 km-re kelet-délkeletre helyezkedik el. A jégmező korábban közvetlenül a tenger partján volt, de a vulkáni aktivitás és a jég által felhalmozott hordalék hatására a part ma a hegytől mintegy öt-tíz kilométerre délre található. Az egykori tengerpart nyomait őrzik a hátrahagyott sziklák. A jégmező déli előterében számos vízesés van; közülük a leghíresebb a Skógafoss.
A jégmező és a tenger között halad el az Izlandot körülfutó 1-es számú autóút. Itt van a legközelebbi lakott település is, a 25 lakosú Skógar.

## Vulkánkitörések
Az Eyjafjallajökull alatti vulkán viszonylag gyakran mutat aktivitást. 2010-et megelőzően a legutolsó kitörés 1821-23-ban volt. A tűzhányó 2010-ben kétszer is kitört; először március 20-án, másodszor pedig április 14-én.